# Slag om Merksem
De Slag om Merksem was een slag in de Tweede Wereldoorlog die in september-oktober 1944 werd uitgevochten aan het Albertkanaal in Merksem. Begin september slaagden Duitse troepen er in om de geallieerde opmars richting de Rijn tegen te houden aan het Albertkanaal. Bij Beringen (op 6 september) en Geel (op 8 september) slaagden Britse troepen er uiteindelijk in om het kanaal over te steken, maar bij Merksem werd hun aanval echter teruggeslagen. De Duitse troepen in Merksem en de polders weerhielden de geallieerde troepen er bijna een maand van om op te rukken naar Zuid-Beveland en de Scheldemonding om zo de haven van Antwerpen te openen voor geallieerde bevoorradingsschepen. Pas bij het begin van de Slag om de Schelde in oktober konden Canadese troepen Merksem bevrijden en oprukken richting Zeeland.

## Bevrijding van Antwerpen (4 september)
Na een opmars van bijna 300 kilometer in drie dagen vanaf de Somme, bereikte de Britse 11th Armoured Division de Rupel in de voormiddag van 4 september 1944. Met behulp van Robert Vekemans van het verzet konden zij in Boom de rivier oversteken. Tegen drie uur in de namiddag bereikten de Britse pantsertroepen Antwerpen, waarbij ze de Duitse verdedigers verrasten door hun snelheid. Al snel belegerden ze het hoofdkwartier van de Duitse commandant, generalmajor Christoph Graf zu Stolberg-Stolberg, in het Stadspark.

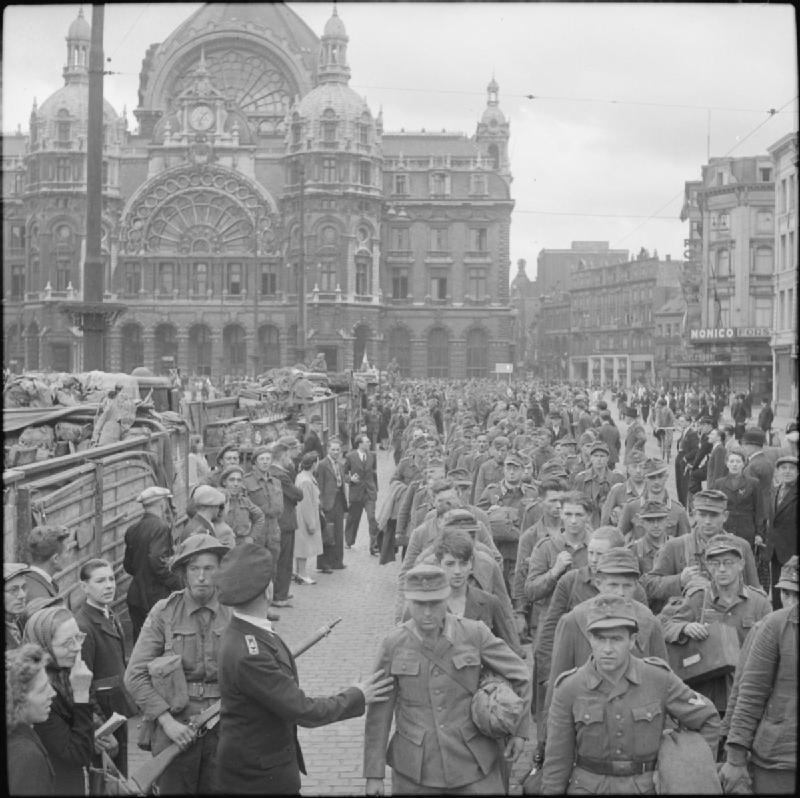
Op 5 september worden Duitse krijgsgevangen, die aanvankelijk waren opgesloten in de Zoo van Antwerpen, weggeleid langs het Astridplein

Antwerpen werd verdedigd door een samenraapsel van Duitse eenheden, waaronder Russische vrijwilligers, twee bataljons maagzieken en eenheden van de Kriegsmarine en de Luftwaffe, in totaal ongeveer 10.000 troepen. Stolberg slaagde er echter niet in om een coherente verdedigingslinie op te zetten, en de Britten konden de geïsoleerde gevechtshaarden in de stad, onder andere aan de Feldkommandantur op de Meir, één voor één opruimen. Zo'n 6000 Duitse troepen werden gevangengenomen, maar minstens 3000 ontsnapten en konden zich hergroeperen achter het Albertkanaal en in de haven.
Intussen was het verzet ook actief, vooral in de haven. Ze slaagden er in om grootschalige vernietigingen van de haveninstallaties door de Duitse troepen te verhinderen. Ten westen van het Straatsburgdok was het verzet in de haven onder leiding van Eugene Colson, alias Kolonel Harry, er in geslaagd om twee bruggen (de Albertbrug en de Straatsburgbrug) over het Albertkanaal te veroveren. Colson maakte aan het Britse regiment (3rd Monmouthshires) dat de haven moest innemen duidelijk dat via deze bruggen de weg naar Merksem open lag. De Britse troepen hadden echter geen orders om verder op te rukken, waardoor een belangrijke kans verloren ging om Merksem in te nemen en de Duitse stelling die vorm kreeg aan het Albertkanaal te doorbreken.

## Eerste Slag om Merksem (5-7 september)
De opmars van de Britse troepen en de inname van Antwerpen en Brussel had een groot gat geslagen tussen het Duitse 7de Leger, dat zich terugtrok richting de Ardennen en de Duitse grens, en het 15de Leger, dat zich nog aan de Belgische kust en in Zeeland bevond. Het 15de Leger liep een groot risico afgesneden te worden, als de geallieerden hun opmars verder konden zetten en Noord-Brabant konden veroveren. Om het gat tussen Antwerpen en Luik te dichten, werden een nieuw leger, het 1ste Parachutistenleger onder bevel van Kurt Student, opgericht met diverse parachutisteneenheden uit Duitsland en de verspreide eenheden die zich tijdens de terugtocht uit Normandië in dit gebied bevonden en onder commando van het 88e Legerkorps werden samengebracht. Hieronder bevonden zich de restanten van de 85e Infanteriedivisie onder leiding van Kurt Chill, die op eigen initiatief de Kampfgruppe Chill samenbracht, bestaande uit deze diverse eenheden die bij de terugtocht in de Kempen verzeild geraakt waren. Bovendien was de 719de Infanteriedivisie onder leiding van Generalmajor Karl Sievers sinds 1 september onderweg naar Brussel. Omdat deze divisie geen eigen transportmiddelen had, waren ze twee dagen later niet verder geraakt dan Steenbergen. Op 4 september kreeg Sievers het bevel om zich naar Antwerpen te spoeden. Slechts twee bataljons zouden echter die dag Merksem kunnen bereiken. In het station van Kapellen trof Sievers echter een aantal treinen aan met delen van de 347ste Infanteriedivisie die op terugtocht waren vanuit Frankrijk, waaronder de genisten (de rest van deze divisie was in Namen verzeild geraakt). Hij gaf onmiddellijk bevel aan deze troepen om zich naar het Albertkanaal te spoeden en de bruggen over het kanaal zo snel mogelijk op te blazen om de geallieerde opmars te stoppen. Samen met de troepen van Chill slaagden ze er in om voorlopig het Albertkanaal als verdedigingslinie op te werpen. Intussen was ook de schwere Panzerjäger-Abteilung 559 onderweg naar Merksem vanuit Tilburg en Baarle-Nassau, met verschillende Jagdpanthers en Sturmgeschutze, die de nodige vuurondersteuning konden geven aan de Duitse infanterie.
Op 5 september, terwijl in Nederland Dolle Dinsdag losbarstte, kregen de Britse troepen geen bevel om verder op te rukken. De Duitse troepen maakten van deze pauze gebruik om de resterende bruggen over het Albertkanaal die ze in handen hadden op te blazen. Het Belgische verzet deed in de voormiddag twee pogingen om van hun bruggenhoofd nabij de Straatsburgbrug via de Groenendaallaan op te rukken richting Merksem, maar bij gebrek aan zware wapens werden ze tegengehouden door Duitse troepen met 88mm-luchtafweerkanonnen aan de spoorwegberm van spoorlijn 12. Zonder ondersteuning van Britse troepen moesten ze terugtrekken, terwijl de Duitsers de Noorderlaanbrug opbliezen. Toen verzetslieden en Britse troepen de IJzerlaanbrug wilden bestormen, werden ze tegengehouden door Duits verdedigingsvuur vanaf het dak van de "Belga" (tabaksfabriek). De Engelse soldaten moesten zich verschansen en dekking zoeken achter de stenen muurrelingen. Deze brug werd vervolgens ook opgeblazen om 13u30.

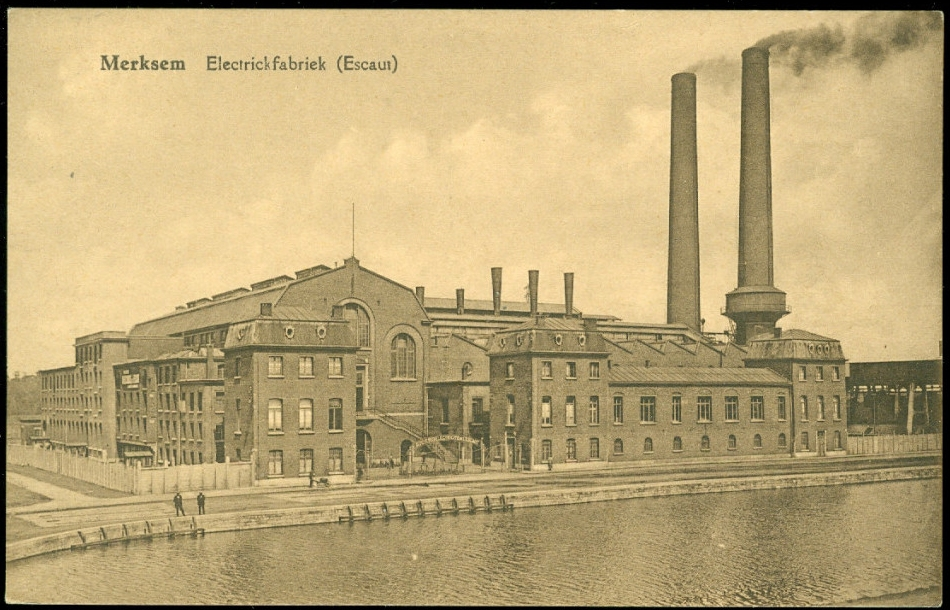
Postkaart van de elektriciteitscentrale L'Escaut aan het Albertkanaal in Merksem

Verder oostelijk waren verzetslieden er op 4 september in geslaagd om de elektriciteitscentrale van L'Escaut en de zogenaamde brug van den azijn in handen te krijgen. Aan de Deurnese kant van het kanaal hielden Duitse troepen echter nog stand in een azijnfabriek vlak naast de brughelling, waardoor de Britse troepen geen contact konden leggen met de verzetslieden aan de overkant van het kanaal. Ook deze brug werd opgeblazen op 5 september, terwijl de Duitsers in de azijnfabriek zich pas op 7 september overgaven. Nadat enkele Duitse soldaten aan de elektriciteitscentrale naast het Albertkanaal werden gedood, namen op 6 september 1944 Duitse SS-troepen bloedig wraak, door 22 arbeiders ervan een voor een door een gat in de muur naar buiten te sturen en ze langs de straatkant in koelen bloede neer te schieten. Een monument in de betreffende Straalstraat herinnert nog aan deze oorlogsmisdaad.
Pas in de late namiddag van 5 september gaf generaal Horrocks (commandant van het XXXe Legerkorps) aan generaal George Roberts van de 11de Pantserdivisie het bevel om het kanaal over te steken. Intussen was ook de Schijnpoortbrug vlak bij het Sportpaleis opgeblazen door de Duitse troepen. Het 4de bataljon King's Shropshire Light Infantry (KSLI) kreeg de opdracht het kanaal over te steken per boot en een bruggenhoofd in te richten, van waaruit genietroepen een brug konden bouwen zodat ook tanks het kanaal konden oversteken. De bestormingsboten die ze ter beschikking hadden, lekten echter en waren dus nutteloos, zodat men een beroep moest doen op boten die aan de kanaaloevers aangemeerd lagen. Niettemin slaagden de Britse troepen er in om tijdens de nacht van 5 op 6 september een bruggenhoofd te bezetten in de fabrieksgebouwen langs de Vaartkaai. Toen ze dit bruggenhoofd probeerden uit te breiden door langs het kanaal en dieper in Merksem op te rukken, realiseerden de Duitsers echter wat er aan de hand was en kwamen de Britse troepen onder vuur van de Sturmgeschutze vanuit de Carrettestraat, en vanuit de Duitsers in de tabaksfabriek. De gevechten bereikten een patstelling en onder deze omstandigheden was het onmogelijk voor de genie om een brug over het kanaal te leggen.
In een poging om de druk op het belegderde 4de KSLI te verlichten en Merksem op een andere manier in te nemen, ondernam een ander bataljon van de 159de Brigade, het 3de bataljon van het Monmouthshire Regiment, ondersteund door Shermantanks een nieuwe poging om vanuit de haven via de Groenendaallaan op te rukken. In de nacht en de ochtend van 7 september liepen verschillende aanvallen echter op niets uit door de sterke Duitse tegenstand aan de spoorwegberm. Verschillende tanks werden hierbij vernietigd of beschadigd, en van verder oprukken kon geen sprake zijn. Nadat korpscommandant Horrocks het slagveld vanop het dak van het Sportpaleis had bestudeerd, gaf hij uiteindelijk opdracht om het bruggenhoofd te ontruimen, wat in de namiddag van diezelfde dag gebeurde tijdens een zware regenbui en onder bescherming van een artilleriebarrage. Dit luidde het einde in van de eerste poging om Merksem in te nemen en verder op te rukken richting Bergen op Zoom en Zuid-Beveland. De Duitsers behielden hun strategische positie vlak bij het centrum en de haven van Antwerpen. Het 15de Leger kon zich via Doel terugtrekken en werd niet ingesloten. Intussen verlegde de aandacht zich verder naar het oosten, bij Geel en Beringen, waar Britse troepen er wel succesvol in geslaagd waren om een oversteek van het Albertkanaal te forceren. Uiteindelijk zouden zij op 17 september Operatie Market Garden lanceren in een poging om de Maas en Rijn over te steken bij Arnhem.

## Tweede Slag om Merksem (2-3 oktober)
De 11de Pantserdivisie verliet Antwerpen en werd in Limburg opnieuw ingezet. Ze werden vanaf 8 september kort vervangen door de 53e (Welshe) Infanteriedivisie voor op 16 september de 2e Canadese Infanteriedivisie het front in het westelijke deel van de provincie Antwerpen overnam. Aan Duitse zijde werd de 719de Infanteriedivisie op 12 september vervangen door de 346e Infanteriedivisie van het 67ste Legerkorps, deel van het 15de Leger dat ontsnapt was uit Zeeuws-Vlaanderen.
In het midden van september was Merksem een rustige sector van het front geworden. Het contrast tussen Antwerpen, waar het 'normale' leven enigszins hernam en winkels, cinema's en cafés open waren, en Merksem, zonder elektriciteit of telefoon, was sterk. Duitse troepen hadden op 7 september het bevel tot evacuatie gegeven, wat tot vluchtelingenstromen naar de omliggende dorpen leidde, maar vele inwoners verkozen om in hun huizen te blijven om plunderingen te voorkomen. De inwoners werden vertegenwoordigd tegenover de Duitse bezetting door dokter Maurice Timmermans van het Sint Bartholomeusziekenhuis. Het strijdtoneel had zich intussen verplaatst naar de haven, waar de gevechten zich concentreerden op de inname van de Kruisschanssluis.
Op 21 september trokken de Duitse troepen zich in de Kempen terug achter het Kanaal Dessel-Turnhout-Schoten. Een Canadese poging om het kanaal over te steken bij Sint-Job-in-'t-Goor op 24 september mislukte met zware verliezen, maar in Rijkevorsel slaagde de Britse 49e (West Riding) Infanteriedivisie, bekend als de Polar Bears, er wel in om een bruggenhoofd te veroveren en een Baileybrug te bouwen in Sint-Jozef-Rijkevorsel. Vanuit dat bruggenhoofd rukten Canadese troepen vanaf 28 september op via Sint-Lenaarts en Brecht naar Brasschaat, waardoor Merksem dreigde omsingeld te worden.
De afgelopen dagen was Merksem reeds zwaar door artillerie onder vuur genomen, terwijl Spitfires massaal bombardementen uitvoerden op Duitse artilleriestellingen. Op 2 oktober kreeg de Canadese 4e Infanteriebrigade het bevel om Merksem binnen te vallen, samen met het Belgisch verzet, nog steeds onder leiding van Eugene Colson. Het Royal Regiment of Canada stak het samen met het verzet het Albertkanaal over ter hoogte van de Brug van den Azijn en bezetten de elektriciteitscentrale en de Griffin-fabriek aan weerszijden van de brughelling. Nadat ze een bruggenhoofd geslagen hadden en voldoende mannen de oversteek gemaakt hadden, konden ze de volgende dag oprukken naar het centrum, dat intussen voor een groot deel beschadigd was door de artilleriebombardementen van de afgelopen weken. Hier ontwikkelde zich een Duitse tegenaanval, die werd afgeslagen door artillerievuur. Intussen was het Essex Scottish Regiment tegelijkertijd opgerukt via de Groenendaallaan. De Duitse troepen die zich verschanst hadden in het Kasteel Groenendaal vluchtten echter toen de Canadese troepen aanvielen. Tegen het einde van 3 oktober waren de Canadese troepen opgerukt tot aan de Dnjepr, de tankgracht die de Duitsers aan de grens tussen Merksem en Ekeren/Schoten gegraven hadden. De volgende dag rukten de Canadese troepen verder op via de Kapelsesteenweg en maakte ze contact met de troepen die vanuit Brecht en Brasschaat waren opgerukt, terwijl andere troepen de rest van de haven bevrijdden.  De slag om Merksem en Antwerpen was voorbij en de Duitse troepen trokken zich terug naar de landengte van bij Woensdrecht, waar ze nog fel strijd zouden leveren voordat de Schelde vrij gemaakt kon worden. Ook voor Merksem was het oorlogsleed nog niet ten einde. Vanaf 31 oktober 1944 tot 19 maart 1945 werd Merksem bestookt met V1- en V2-raketten. Deze waren wel vooral bedoeld voor Antwerpen en de haven, maar Merksem en de randgemeenten kregen ook de klappen.

## Strategische impact

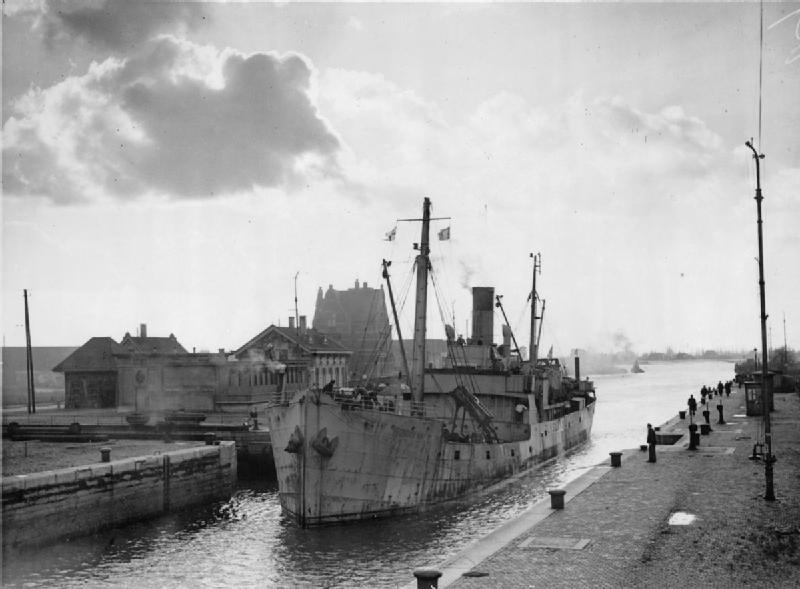
Op 28 november 1944 vaart het eerste geallieerde schip de Antwerpse haven binnen

Omdat de geallieerden er niet in slaagden om begin september Merksem in te nemen en op te rukken naar Bergen op Zoom, kon het Duitse 15de Leger met tienduizenden troepen ontsnappen aan de omsingeling en zich gedeeltelijk terugtrekken naar Noord-Brabant. Deze troepen zouden tijdens operatie Market Garden een doorn in de zij van de geallieerde opmars zijn, waardoor zij bijdroegen aan de Duitse overwinning. Pas begin oktober kon het gevaar dat deze troepenmacht vertegenwoordigde geneutraliseerd worden, maar het duurde nog tot 8 november voor de geallieerden de Slag om de Schelde wonnen en de Schelde konden vrijmaken, terwijl na het opruimen van de mijnenvelden het eerste schip pas op 28 november de Antwerpse haven kon binnenvaren. Pas dan verbetert de bevoorradingssituatie van de geallieerde legers in België en kan de verdere opmars richting Duitsland worden vorm krijgen, maar het Ardennenoffensief zou daar eerst nog een volgende vertraging voor betekenen. Na Britse mislukking om in Normandië de Zak van Falaise te sluiten, wordt het falen om het Albertkanaal over te steken en het Duitse 15de Leger te omsingelen wel beschouwd als de tweede grote strategische fout van veldmaarschalk Montgomery in de campagne aan het Westfront.